# Ableton Live
Ableton Live（エイブルトン ライヴ）は、ドイツのAbleton社によるMacintoshとWindows用のデスクトップオーディオワークステーションソフトウェア。最新のメジャーリリースはバージョン12。競合類似ソフトと同様に、MIDIシーケンスデータとオーディオデータの両方を扱うことができる。SteinbergのVSTプラグイン規格に準拠しており（VST3.0にはバージョン10.1へのアップデートで対応）、サードパーティーのプラグインシンセサイザーやプラグインエフェクターを導入して機能を拡張させることができる。

## 概要
Liveは他の多くのデスクトップオーディオワークステーションソフトウェアと異なり、２つの異なる制作画面（ビュー）を持つ。１つは他の類似ソフトウェアに似たアレンジメントビューであり、もう１つはLive特有の制作形態であるセッションビューである。
アレンジメントビューは他の類似ソフトウェアと同じくマルチトラックテープレコーダーのイメージであり、曲の先頭や途中からトラック毎に録音していき曲を完成させる伝統的な音楽制作スタイルに適する。一方セッションビューは1 - 数小節の短いループをトラック毎に多数作り、再生するループのグループ（シーンと呼ぶ）を動的に切り替えることでリアルタイムに曲を構成していくスタイルであり、Ableton Liveが「ライブ用ソフトウェア」であることを象徴する機能である。アレンジメントビューとセッションビューは相互に行き来可能であり、セッションビューで曲の構想を練り、作成した多数のループをアレンジメントビューにコピー＆ペーストして曲を完成させていくなどの手法をとることもできる。
Ableton LiveのパッケージはSuite、Standard、そして機能限定版のIntroに分かれている。Suiteは最新版のAbleton Liveの他にも豊富なライブラリー集、7種類のシンセ (Sampler, Operator, Collision, Electric, Tension, Analog, Wavetable)、サンプルベースのインストゥルメンツ (Essential Instrument Collection , Session Drums, Drum Machines, Latin Percussion)といったものが付属する。逆にIntroは初心者向け、もしくはLiveシリーズ購入を検討している人向けであり、機能的にも制限（使用できるトラック数や入力トラック数、REXフォーマットが読み込めないなど）がある。この他にバンドルソフトとして付属し、Introの更なる機能制限版であるLite版も存在する。

## 歴史
Ableton Liveは、C++で書かれ、商業ソフトウェアのひとつとして2001年に最初のバージョンがリリースされた。よく言われるようにLiveはMaxでプロトタイプされたわけではないが、オーディオデバイスのいくつかのモデルに用いられた。
2009年4月に8がリリースされた。バージョン8.4からWindows、Macintoshともに64ビットにも対応した（但し一部の機能に制限がある）。2009年11月には追加パッケージとしてCycling '74が開発していた信号処理ソフトウェアMaxとの連携を深めるため、MaxをLive内で使用可能にするMax for Liveが外部パッケージとして発売された。
2013年3月に約4年ぶりのバージョンアップとなる9が発売され、Max for LiveはSuiteエディションに同梱されるようになった。またAKAI Professionalとの協業によるパッドハードウェアコントローラのPushにも対応した（Pushはその後、独自開発のPush2に置き換わった）。
2018年3月に5年ぶりのバージョンアップとなる10が発売された。以前からAbleton Liveと密接な関係にあったCycling '74を2017年7月に吸収したことで、Maxとの統合がより深化している。Push2の対応機能がより豊富になった。上位版のSuiteでは、新しいソフトウェアシンセサイザーのWavetableや、コンボリューションリバーブを利用できるようになった。
| バージョン | 年月           |
| ---------- | -------------- |
| Live 1     | 2001年10月30日 |
| Live 1.5   | 2002年4月28日  |
| Live 2     | 2002年12月22日 |
| Live 2.1   | 2003年6月24日  |
| Live 3     | 2003年10月10日 |
| Live 4     | 2004年6月28日  |
| Live 5     | 2005年6月24日  |
| Live 5.2   | 2006年4月10日  |
| Live 6     | 2006年9月29日  |
| Live 7     | 2007年11月29日 |
| Live 8     | 2009年4月2日   |
| Live 8.2   | 2010年9月22日  |
| Live 8.3   | 2012年4月2日   |
| Live 9     | 2013年3月5日   |
| Live 9.1   | 2013年11月20日 |
| Live 9.2   | 2015年6月29日  |
| Live 10    | 2018年2月6日   |
| Live 10.1  | 2019年5月28日  |
| Live 11    | 2021年2月23日  |

## 引用文献
1. ↑  “Live 12 Release Notes”. 2025年3月4日閲覧。
2. ↑  http://www.ableton.com/forum/viewtopic.php?p=280887#280887 Live prototyping explained by Live co-creator Robert Henke
3. ↑  https://www.ableton.com/ja/articles/64bit-myths-facts/
4. ↑  “Ableton Releases Max For Live Package - Ableton - 2009-11-23”. 2024年7月16日閲覧。
5. ↑  “Live 9 Intro, Standard, and Suite: detailed feature comparison”. 2024年7月16日閲覧。
6. ↑  “Find the Latest in Music Gear News and More | Harmony Central”.   News.harmony-central.com. 2010年4月5日時点のオリジナルよりアーカイブ。2010年5月4日閲覧。
7. ↑  “Find the Latest in Music Gear News and More | Harmony Central”.   News.harmony-central.com. 2010年5月4日閲覧。[リンク切れ]
8. ↑  “Find the Latest in Music Gear News and More | Harmony Central”.   News.harmony-central.com. 2010年5月4日閲覧。[リンク切れ]
9. ↑  “Find the Latest in Music Gear News and More | Harmony Central”.   News.harmony-central.com. 2010年5月4日閲覧。[リンク切れ]
10. ↑  “Harmony Central”.   Aes.harmony-central.com. 2010年5月4日閲覧。[リンク切れ]
11. ↑  “Harmony Central”.   Namm.harmony-central.com. 2010年3月16日時点のオリジナルよりアーカイブ。2010年5月4日閲覧。
12. ↑  “Harmony Central”.   Namm.harmony-central.com. 2010年5月4日閲覧。[リンク切れ]
13. ↑  “Find the Latest in Music Gear News and More | Harmony Central”.   News.harmony-central.com. 2010年5月4日閲覧。[リンク切れ]
14. ↑  “Find the Latest in Music Gear News and More | Harmony Central”.   News.harmony-central.com. 2010年5月4日閲覧。[リンク切れ]
15. ↑  “Find the Latest in Music Gear News and More | Harmony Central”.   News.harmony-central.com. 2010年3月13日時点のオリジナルよりアーカイブ。2010年5月4日閲覧。
16. ↑  “Find the Latest in Music Gear News and More | Harmony Central”.   News.harmony-central.com. 2010年3月14日時点のオリジナルよりアーカイブ。2010年5月4日閲覧。
17. ↑  “Ableton Forum • View topic - Current Version: Live 8.2”.   Forum.ableton.com. 2010年12月8日時点のオリジナルよりアーカイブ。2010年9月22日閲覧。
18. ↑  “Ableton Blog”.   ableton.com/blog (2012年4月2日). 2012年6月23日時点のオリジナルよりアーカイブ。2018年5月15日閲覧。
19. ↑  “Ableton Blog”.   ableton.com/blog (2012年10月25日). 2012年10月26日閲覧。
20. ↑  “What's New In Ableton Live 10”.   ableton.com (2017年11月2日). 2015年8月10日時点のオリジナルよりアーカイブ。2018年5月15日閲覧。
21. ↑  “アップデート無料：Live 10.1が正式リリース | Ableton”. www.ableton.com. 2021年5月3日閲覧。
22. ↑  “Live 11：2021年2月23日発売 | Ableton”. www.ableton.com. 2021年5月3日閲覧。